# Consejo de Gobierno del Banco Central Europeo
No debe confundirse con el Comité Ejecutivo del Banco Central Europeo.
El Consejo de Gobierno del Banco Central Europeo o Consejo de Gobernadores es el principal órgano de decisión del BCE, responsable de formular la política monetaria de la eurozona.
El Consejo de Gobierno está formado por los miembros de la Comité Ejecutivo del Banco Central Europeo y los gobernadores de los Bancos Centrales Nacionales (BCN) de los países de la zona euro.

## Responsabilidades
El Consejo de gobierno es responsable de formular la política monetaria de la eurozona. Esto abarca las decisiones relativas a los objetivos monetarios, más comúnmente, a través de la configuración de los objetivos de tipos de interés o la oferta de reservas monetarias en el Eurosistema. El objetivo del Consejo de Gobierno es mantener la inflación por debajo, pero cerca, del 2% a medio plazo.
Además, el Consejo tiene la responsabilidad del establecimiento de directrices y la adopción de decisiones dirigidas a la realización de las tareas encomendadas al Eurosistema.

## Composición
El Consejo de Gobierno se compone de:
- 6 miembros del Comité Ejecutivo del Banco Central Europeo
- 20 gobernadores de los bancos centrales nacionales de los países de la eurozona
- El Presidente del Consejo y un representante de la Comisión Europea pueden asistir a las reuniones con voz pero sin voto.[2]

|                          | Nombre                      | Cargo                                                | Mandato                 | Mandato                 |
| ------------------------ | --------------------------- | ---------------------------------------------------- | ----------------------- | ----------------------- |
| Comité Ejecutivo del BCE | Christine Lagarde           | Presidente                                           | 1 de noviembre de 2019  | 31 de octubre de 2027   |
| Comité Ejecutivo del BCE | Luis de Guindos             | Vicepresidente                                       | 1 de junio de 2018      | 31 de mayo de 2026      |
| Comité Ejecutivo del BCE | Fabio Panetta               | Miembro del Comité Ejecutivo del BCE                 | 1 de enero de 2020      | 31 de diciembre de 2027 |
| Comité Ejecutivo del BCE | Philip R. Lane              | Miembro del Comité Ejecutivo del BCE Economista jefe | 1 de junio de 2019      | 31 de mayo de 2027      |
| Comité Ejecutivo del BCE | Frank Elderson              | Miembro del Comité Ejecutivo del BCE                 | 15 de diciembre de 2020 | 14 de diciembre de 2028 |
| Comité Ejecutivo del BCE | Isabel Schnabel             | Miembro del Comité Ejecutivo del BCE                 | 1 de enero de 2020      | 31 de diciembre de 2027 |
| Gobernadores nacionales  | Pablo Hernández de Cos      |                                                      | 11 de junio de 2018     | 10 de junio de 2024     |
| Gobernadores nacionales  | Joachim Nagel               |                                                      | 1 de enero de 2022      | 1 de enero de 2030      |
| Gobernadores nacionales  | Pierre Wunsch               |                                                      | 2 de enero de 2019      | 2 de enero de 2024      |
| Gobernadores nacionales  | Yannis Stournaras           |                                                      | 20 de junio de 2014     | 20 de junio de 2026     |
| Gobernadores nacionales  | François Villeroy de Galhau |                                                      | 1 de noviembre de 2015  | 1 de noviembre de 2027  |
| Gobernadores nacionales  | Gaston Reinesch             |                                                      | 1 de enero de 2013      | 1 de enero de 2026      |
| Gobernadores nacionales  | Robert Holzmann             |                                                      | 1 de septiembre de 2019 | 31 de agosto de 2025    |
| Gobernadores nacionales  | Peter Kažimír               |                                                      | 1 de junio de 2019      | 1 de junio de 2025      |
| Gobernadores nacionales  | Gediminas Simkus            |                                                      | 7 de abril de 2021      | 6 de abril de 2026      |
| Gobernadores nacionales  | Olli Rehn                   |                                                      | 12 de julio de 2018     | 12 de julio de 2025     |
| Gobernadores nacionales  | Mário Centeno               |                                                      | 20 de julio de 2020     | 19 de julio de 2025     |
| Gobernadores nacionales  | Edward Scicluna             |                                                      | 1 de enero de 2021      | 30 de diciembre de 2025 |
| Gobernadores nacionales  | Boštjan Vasle               |                                                      | 1 de enero de 2019      | 31 de diciembre de 2024 |
| Gobernadores nacionales  | Madis Müller                |                                                      | 7 de junio de 2019      | 7 de junio de 2026      |
| Gobernadores nacionales  | Mārtiņš Kazāks              |                                                      | 21 de diciembre de 2019 | 21 de diciembre de 2025 |
| Gobernadores nacionales  | Klaas Knot                  |                                                      | 1 de julio de 2011      | 31 de mayo de 2025      |
| Gobernadores nacionales  | Ignazio Visco               |                                                      | 1 de noviembre de 2011  | 1 de noviembre de 2023  |
| Gobernadores nacionales  | Constantinos Herodotou      |                                                      | 11 de abril de 2019     | 11 de abril de 2024     |
| Gobernadores nacionales  | Gabriel Makhlouf            |                                                      | 1 de septiembre de 2019 | 1 de septiembre de 2026 |

## Reuniones y toma de decisiones
En general, el Consejo de Gobierno se reúne dos veces al mes en la sede del Banco Central Europeo en Fráncfort del Meno, Alemania. La primera reunión es la más importante y está dedicada a la evaluación de los acontecimientos económicos y monetarios recientes y su evolución . El BCE publica su decisión de política monetaria a través de un boletín mensual después de la reunión. En su segunda reunión, el Consejo de Gobierno examina cuestiones relativas a otras tareas del BCE y del Eurosistema.